# Meistratzheim
Meistratzheim [maistʁatsaim] (Mäischterze en alsacien) est une commune française, située dans la circonscription administrative du Bas-Rhin et, depuis le 1er janvier 2021, dans le territoire de la Collectivité européenne d'Alsace, en région Grand Est.
Cette commune se trouve dans la région historique et culturelle d'Alsace.

## Géographie

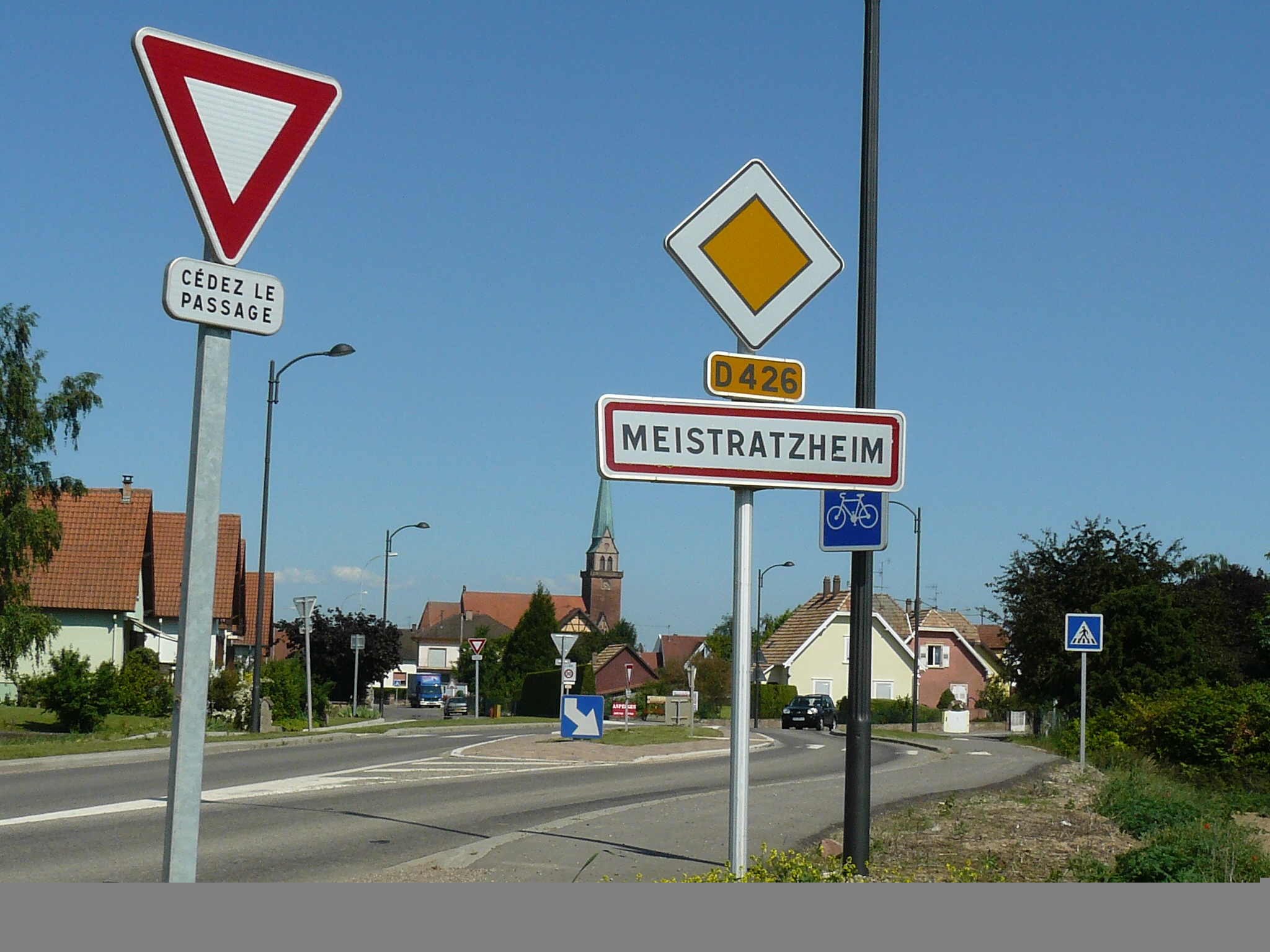
Entrée du village de Meistratzheim par la D 426.

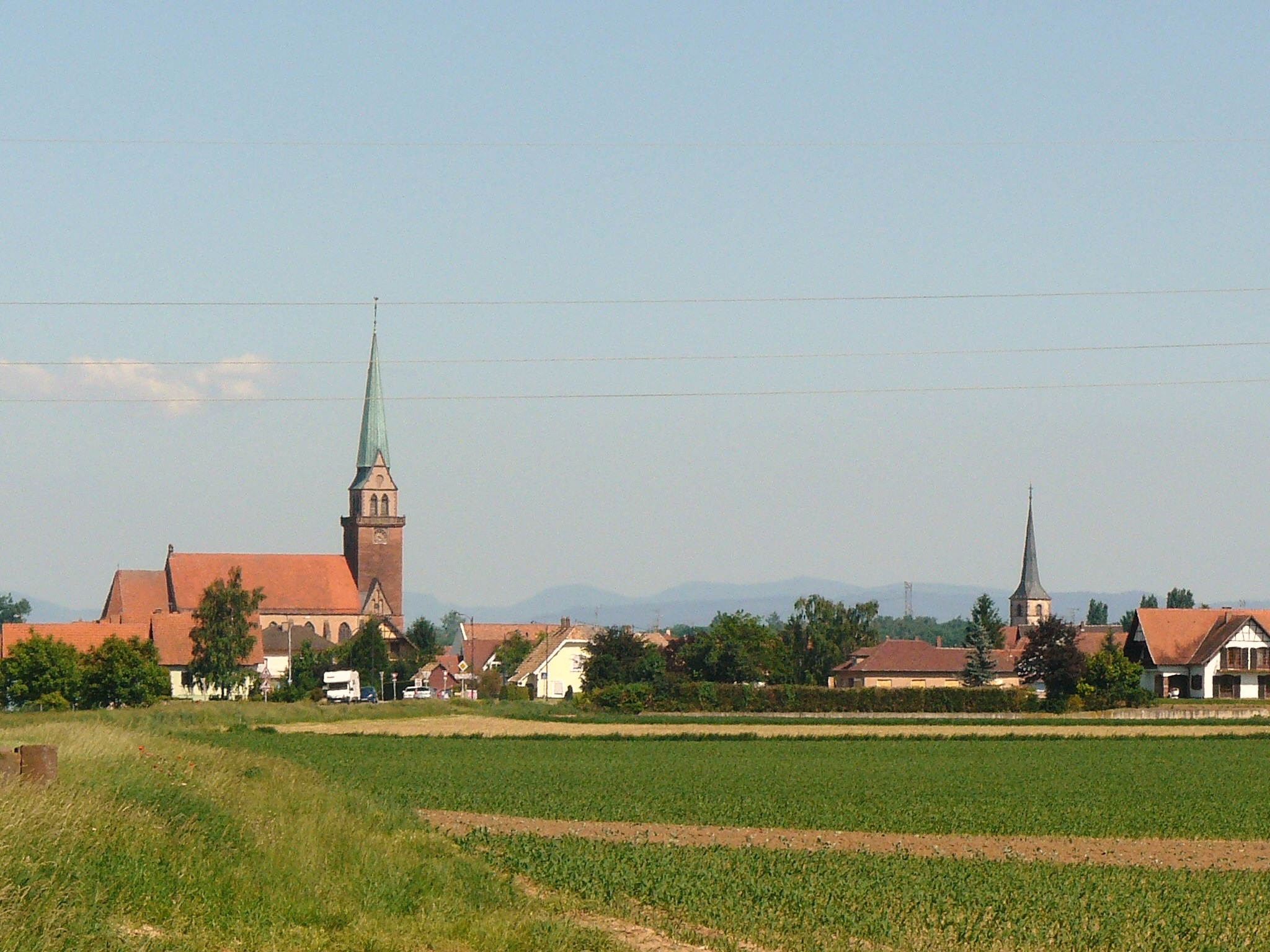
Le village de Meistratzheim avec vues sur l'église et la chapelle Saint-André.

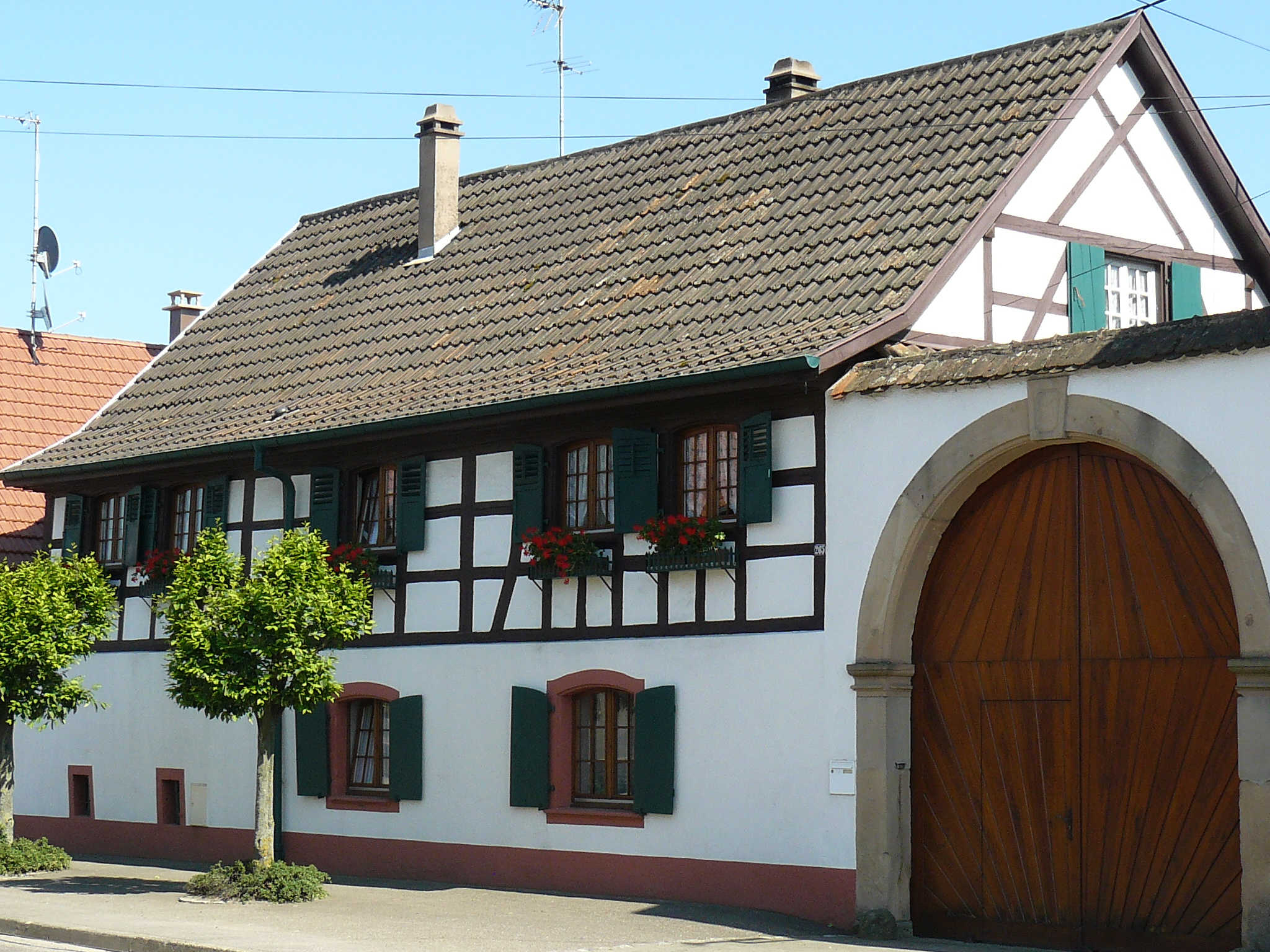
Ancienne exploitation agricole (1780), 265 rue Principale.

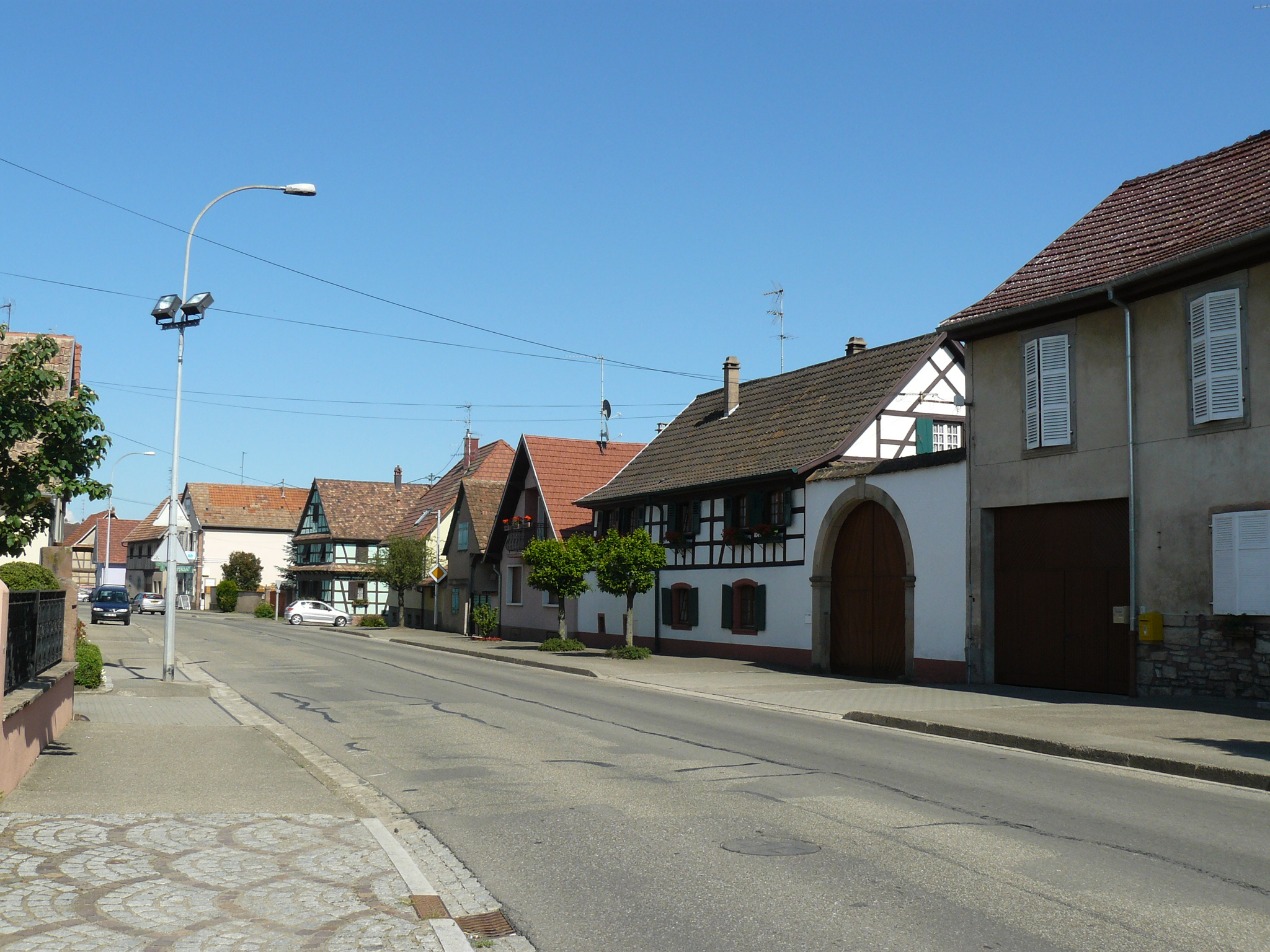
Le village et la rue Principale.

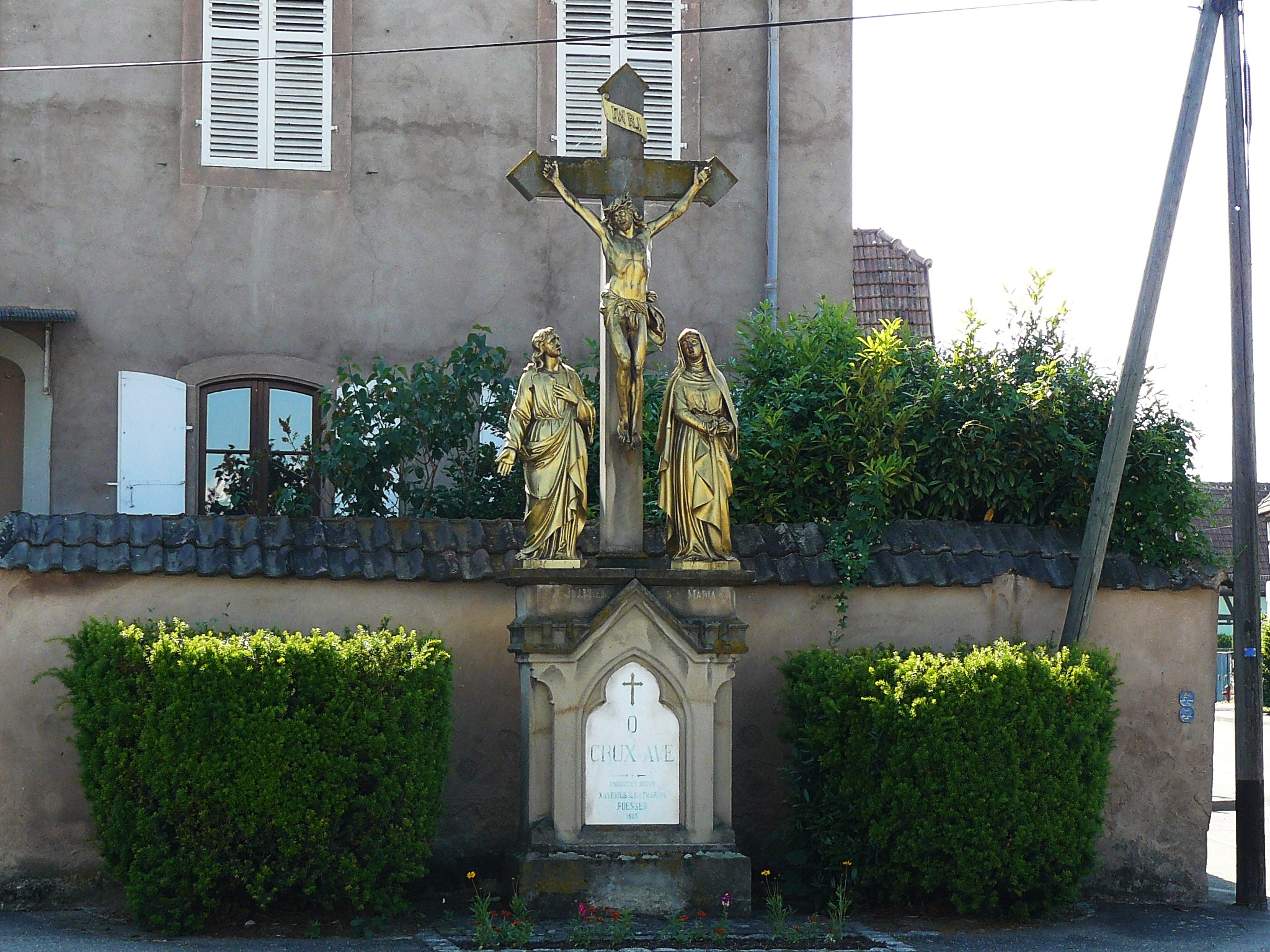
Calvaire de Meistratzheim (rue de l'Église).

Meistratzheim fait partie du canton d'Obernai et de l'arrondissement de Sélestat-Erstein. Le village est situé entre Obernai et Erstein, sur la rivière Ehn.
| Obernai   | Krautergersheim | Hindisheim                |
| Niedernai | Meistratzheim   | Limersheim Schaeffersheim |
| Valff     | Uttenheim       | Bolsenheim                |

### Cours d'eau
- L'Ehn.

### Hydrographie

#### Réseau hydrographique
La commune est dans le bassin versant du Rhin au sein du bassin Rhin-Meuse. Elle est drainée par l'Andlau, le ruisseau l'Ehn, le ruisseau le Darsbach, le ruisseau le Vieil Ergelsenbach, le canal de l'Ehn et la Fosse Hattermattgraben,.
L'Andlau, d'une longueur de 42 km, prend sa source dans la commune de Le Hohwald et se jette  dans l'Ill à Illkirch-Graffenstaden, après avoir traversé 21 communes.
L'Ehn, d'une longueur de 36 km, prend sa source dans la commune de Ottrott et se jette  dans l'Ill à Geispolsheim, après avoir traversé dix communes. Les caractéristiques hydrologiques de l'Ehn sont données par la station hydrologique située sur la commune de Niedernai. Le débit moyen mensuel est de 0,481 m3/s. Le débit moyen journalier maximum est de 12,9 m3/s, atteint lors de la crue du 15 février 1990. Le débit instantané maximal est quant à lui de 16,6 m3/s, atteint le même jour.
Le Darsbach, d'une longueur de 14 km, prend sa source dans la commune de Saint-Nabor et se jette  dans l'Andlau sur la commune, après avoir traversé six communes.
Le Vieil Ergelsenbach, d'une longueur de 13 km, prend sa source dans la commune  et se jette  dans l'Ehn à Geispolsheim, après avoir traversé huit communes.

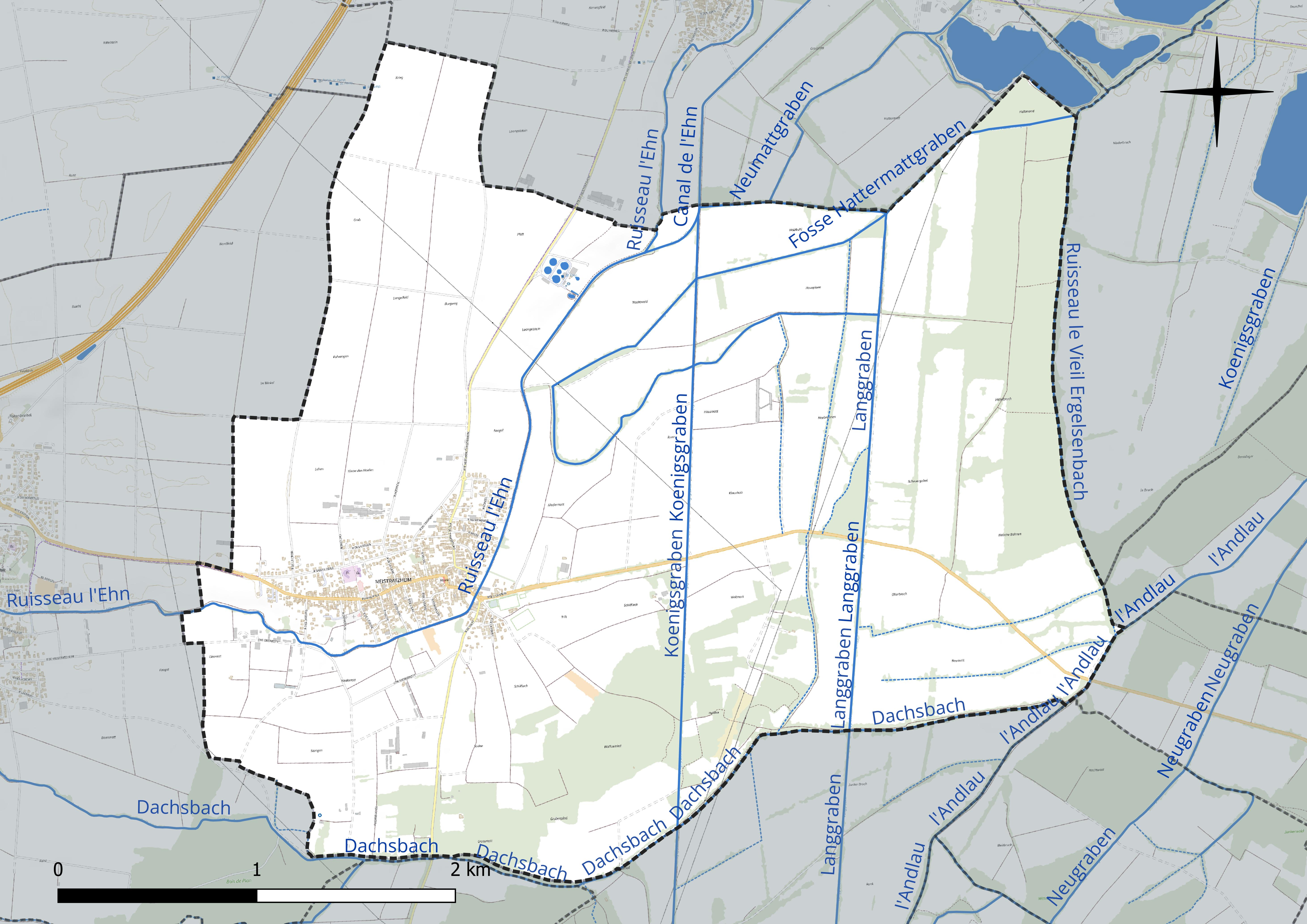
Réseau hydrographique de Meistratzheim.

#### Gestion et qualité des eaux
Le territoire communal est couvert par le schéma d'aménagement et de gestion des eaux (SAGE) « Ill Nappe Rhin ». Ce document de planification concerne la nappe phréatique rhénane, les cours d'eau de la plaine d'Alsace et du piémont oriental du Sundgau, les canaux situés entre l'Ill et le Rhin et les zones humides de la plaine d'Alsace. Le périmètre s’étend sur 3 596 km2. Il a été approuvé le 17 janvier 2005. La structure porteuse de l'élaboration et de la mise en œuvre est la région Grand Est.
La qualité des cours d’eau peut être consultée sur un site dédié géré par les agences de l’eau et l’Agence française pour la biodiversité.
La station d’épuration du Syndicat mixte du bassin de l’Ehn à Meistratzheim émet 15,5 g de PFAS (prononcer pi-fas à l'anglaise) par litre d’effluent.

### Climat
Pour des articles plus généraux, voir Climat du Grand Est et Climat du Bas-Rhin.
En 2010, le climat de la commune est de type climat des marges montargnardes, selon une étude du Centre national de la recherche scientifique s'appuyant sur une série de données couvrant la période 1971-2000. En 2020, Météo-France publie une typologie des climats de la France métropolitaine dans laquelle la commune est exposée à un climat semi-continental et est dans une zone de transition entre les régions climatiques « Vosges » et « Alsace ».
Pour la période 1971-2000, la température annuelle moyenne est de 10,6 °C, avec une amplitude thermique annuelle de 17,8 °C. Le cumul annuel moyen de précipitations est de 590 mm, avec 7,5 jours de précipitations en janvier et 9,8 jours en juillet. Pour la période 1991-2020, la température moyenne annuelle observée sur la station météorologique de Météo-France la plus proche, « Strasbourg-Entzheim », sur la commune d'Entzheim à 12 km à vol d'oiseau, est de 11,4 °C et le cumul annuel moyen de précipitations est de 635,7 mm. 
La température maximale relevée sur cette station est de 38,9 °C, atteinte le 25 juillet 2019 ; la température minimale est de −23,6 °C, atteinte le 23 janvier 1942,,.
Les paramètres climatiques de la commune ont été estimés pour le milieu du siècle (2041-2070) selon différents scénarios d'émission de gaz à effet de serre à partir des nouvelles projections climatiques de référence DRIAS-2020. Ils sont consultables sur un site dédié publié par Météo-France en novembre 2022.

## Urbanisme

### Typologie
Au 1er janvier 2024, Meistratzheim est catégorisée bourg rural, selon la nouvelle grille communale de densité à sept niveaux définie par l'Insee en 2022.
Elle est située hors unité urbaine. Par ailleurs la commune fait partie de l'aire d'attraction de Strasbourg (partie française), dont elle est une commune de la couronne,. Cette aire, qui regroupe 268 communes, est catégorisée dans les aires de 700 000 habitants ou plus (hors Paris),.

### Occupation des sols
L'occupation des sols de la commune, telle qu'elle ressort de la base de données européenne d’occupation biophysique des sols Corine Land Cover (CLC), est marquée par l'importance des territoires agricoles (79,1 % en 2018), une proportion sensiblement équivalente à celle de 1990 (79 %). La répartition détaillée en 2018 est la suivante : terres arables (56,5 %), forêts (14,4 %), prairies (13,7 %), zones agricoles hétérogènes (8,9 %), zones urbanisées (6,3 %), eaux continentales (0,2 %). L'évolution de l’occupation des sols de la commune et de ses infrastructures peut être observée sur les différentes représentations cartographiques du territoire : la carte de Cassini (XVIIIe siècle), la carte d'état-major (1820-1866) et les cartes ou photos aériennes de l'IGN pour la période actuelle (1950 à aujourd'hui).

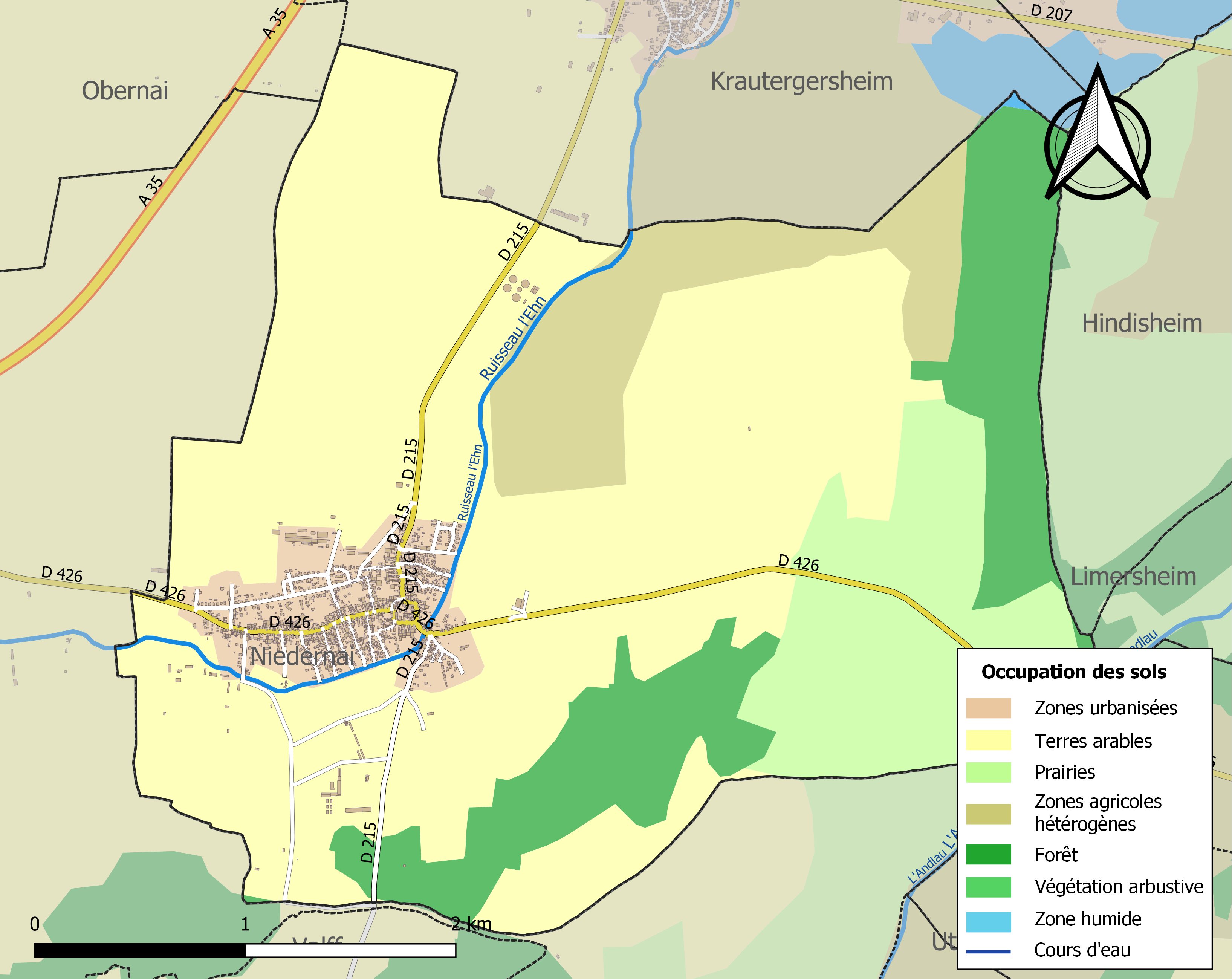
Carte des infrastructures et de l'occupation des sols de la commune en 2018 (CLC).

## Histoire
Le site situé à proximité de la voie celto-romaine reliant Belfort à Seltz par Brumath est occupé dès le Néolithique. Des sépultures mérovingiennes ont été découvertes. Le village appartient dès les premiers temps aux comtes de Nordgau, puis est partagé ensuite entre diverses abbayes : Wissembourg en 742, Schwarzach en 828, puis par échange entre le comte Erchenger de Souabe, Andlau en 880, Altdorf en 1097 et Ebersmunster en 1030. Par la suite, le fief est acquis par l'évêché de Strasbourg, puis par la famille Landsberg (de), qui immatricule la seigneurie parmi les terres de la noblesse de basse Alsace et la conserve jusqu'à la Révolution. En juillet 1587, pendant les Guerres de religion, les mercenaires du sieur de Marleroi provoquent quatre incendies à Meistratzheim ; au XVIIe siècle, la commune souffre du passage des troupes impériales suédoises, lorraines, et françaises, qui pillent, incendient et rançonnent ; elle est également touchée par la famine due à la rigueur des hivers et à l'insuffisance des récoltes. Le 6 mai 1857, la commune a entrepris l'assainissement de 466 hectares de terrains communaux. Ces travaux ont consisté à curer d'anciens fossés, l'ouverture de fossés neufs, des terrassements de nivelage. Les travaux ont commencé en 1858. La Première Guerre mondiale cause la mort de vingt-trois habitants.

### Héraldique
| Blason de Meistratzheim | Blason  | D'azur au chevron d'or, accompagné de trois trèfles du même. |
| Blason de Meistratzheim | Détails |                                                              |

## Politique et administration

### Liste des maires
| Période                                  | Période   | Identité                      | Étiquette | Qualité                                                                   |
| ---------------------------------------- | --------- | ----------------------------- | --------- | ------------------------------------------------------------------------- |
| Les données manquantes sont à compléter. |           |                               |           |                                                                           |
| février 1812                             | juin 1816 | Barthelme                     |           |                                                                           |
| juin 1816                                | mars 1824 | François Joseph Hügel         |           | Cultivateur et garde champêtre                                            |
| Les données manquantes sont à compléter. |           |                               |           |                                                                           |
| mars 1977                                | mars 2001 | Joseph Wagentrutz (1936-2012) |           |                                                                           |
| mars 2001                                | mai 2020  | André Weber                   |           |                                                                           |
| mai 2020                                 | En cours  | Claude Krauss                 | SE        | Ancien premier adjoint 5e vice-président de la CC du Pays de Sainte-Odile |

## Démographie
L'évolution du nombre d'habitants est connue à travers les recensements de la population effectués dans la commune depuis 1793. Pour les communes de moins de 10 000 habitants, une enquête de recensement portant sur toute la population est réalisée tous les cinq ans, les populations de référence des années intermédiaires étant quant à elles estimées par interpolation ou extrapolation. Pour la commune, le premier recensement exhaustif entrant dans le cadre du nouveau dispositif a été réalisé en 2008.

En 2022, la commune comptait 1 537 habitants, en évolution de +4,63 % par rapport à 2016 (Bas-Rhin : +3,17 %, France hors Mayotte : +2,11 %).
| 1793  | 1800  | 1806  | 1821  | 1831  | 1836  | 1841  | 1846  | 1851  |
| ----- | ----- | ----- | ----- | ----- | ----- | ----- | ----- | ----- |
| 1 372 | 1 232 | 1 417 | 1 489 | 1 601 | 1 643 | 1 666 | 1 725 | 1 722 |

| 1856  | 1861  | 1866  | 1871  | 1875  | 1880  | 1885  | 1890  | 1895  |
| ----- | ----- | ----- | ----- | ----- | ----- | ----- | ----- | ----- |
| 1 663 | 1 681 | 1 637 | 1 599 | 1 497 | 1 449 | 1 369 | 1 306 | 1 276 |

| 1900  | 1905  | 1910  | 1921  | 1926  | 1931  | 1936  | 1946  | 1954  |
| ----- | ----- | ----- | ----- | ----- | ----- | ----- | ----- | ----- |
| 1 238 | 1 213 | 1 239 | 1 125 | 1 113 | 1 133 | 1 129 | 1 085 | 1 096 |

| 1962  | 1968  | 1975  | 1982  | 1990  | 1999  | 2006  | 2008  | 2013  |
| ----- | ----- | ----- | ----- | ----- | ----- | ----- | ----- | ----- |
| 1 044 | 1 072 | 1 066 | 1 265 | 1 230 | 1 302 | 1 362 | 1 379 | 1 452 |

| 2018  | 2022  | - | - | - | - | - | - | - |
| ----- | ----- | - | - | - | - | - | - | - |
| 1 500 | 1 537 | - | - | - | - | - | - | - |

## Lieux et monuments

### Église Saint-André
La paroisse Saint-André relève au début du chapitre d'Obernai, patronné par la commanderie des chevaliers teutoniques d'Andlau. L'église primitive  romane est agrandie à partir de 1720. La nef est allongée et le clocher carré est surélevé d'un toit en pointe. La construction d'une nouvelle église est envisagée dès 1856, mais l'État refuse de la subventionner, jugeant le projet de l'architecte trop somptueux pour une paroisse de 1 200 âmes. Un compromis ayant été trouvé, la première pierre est posée en avril 1913. Interrompus par la guerre, les travaux ne reprennent qu'après 1918. L'évêque vient consacrer l'église en juillet 1922. Après la mise en service d'une nouvelle église paroissiale en 1922, l'ancien édifice est détruit : seuls sont conservés la tour fortifiée et le chœur du XVIIIe siècle, l'ensemble constituant maintenant la chapelle du cimetière. L'église catholique de Meistratzheim, construite de 1913 à 1919, est la plus haute du Bas-Rhin (75 m) hors de Strasbourg.

### Chapelle du cimetière
La chapelle Saint-André, qui se trouve à l'intérieur du cimetière, était l'église primitive de Meistratzheim. Elle abrite un tabernacle baroque en bois doré du XVIIIe siècle, seul vestige du mobilier qui se trouvait dans l'église primitive en 1720. Après l'édification de la nouvelle église en 1922, l'ancien édifice est détruit. Le chœur conserve encore, encastré, le tympan du XIIe siècle, qui montre le Christ bénissant entouré de saint Benoît, symbolisé par un serpent, et de sainte Scholastique. La chapelle abrite un tabernacle baroque en bois doré du XVIIIe siècle, seul vestige ancien qui se trouvait dans l'église primitive en 1720.

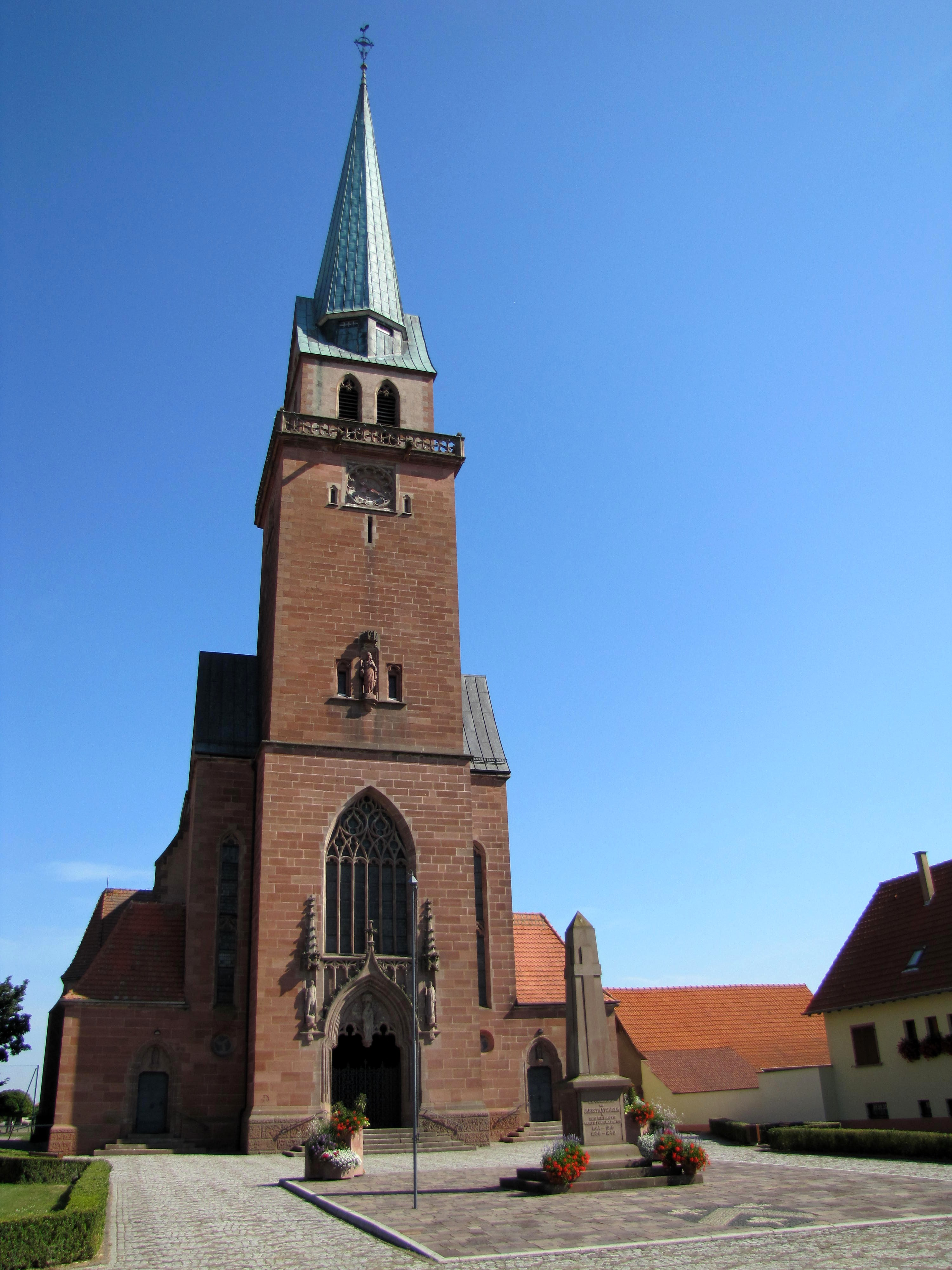
Église néo-gothique Saint-André (1922).
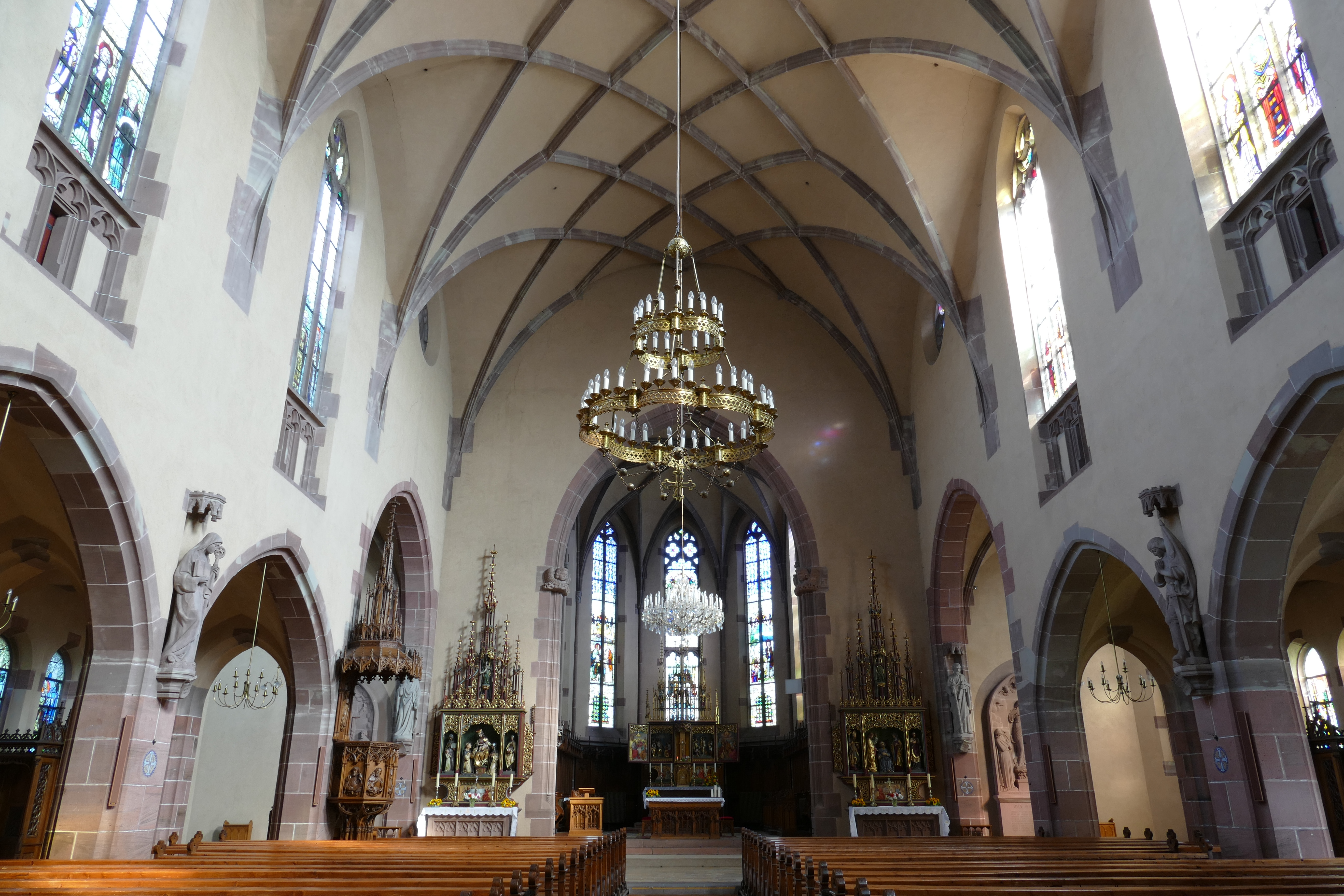
Vue intérieure de la nef vers le chœur.
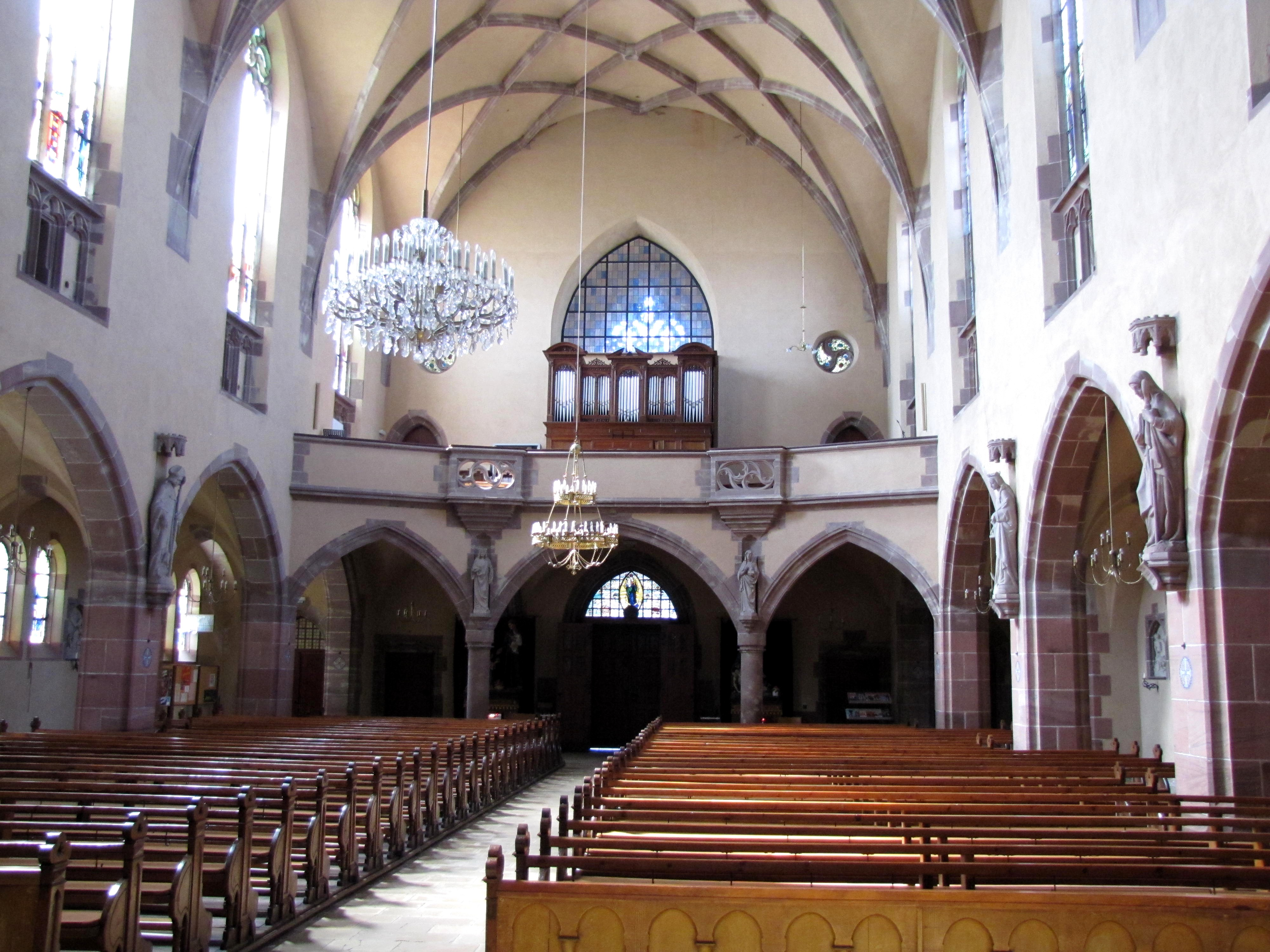
Vue de la nef vers la tribune de l'orgue Rinckenbach (1890).
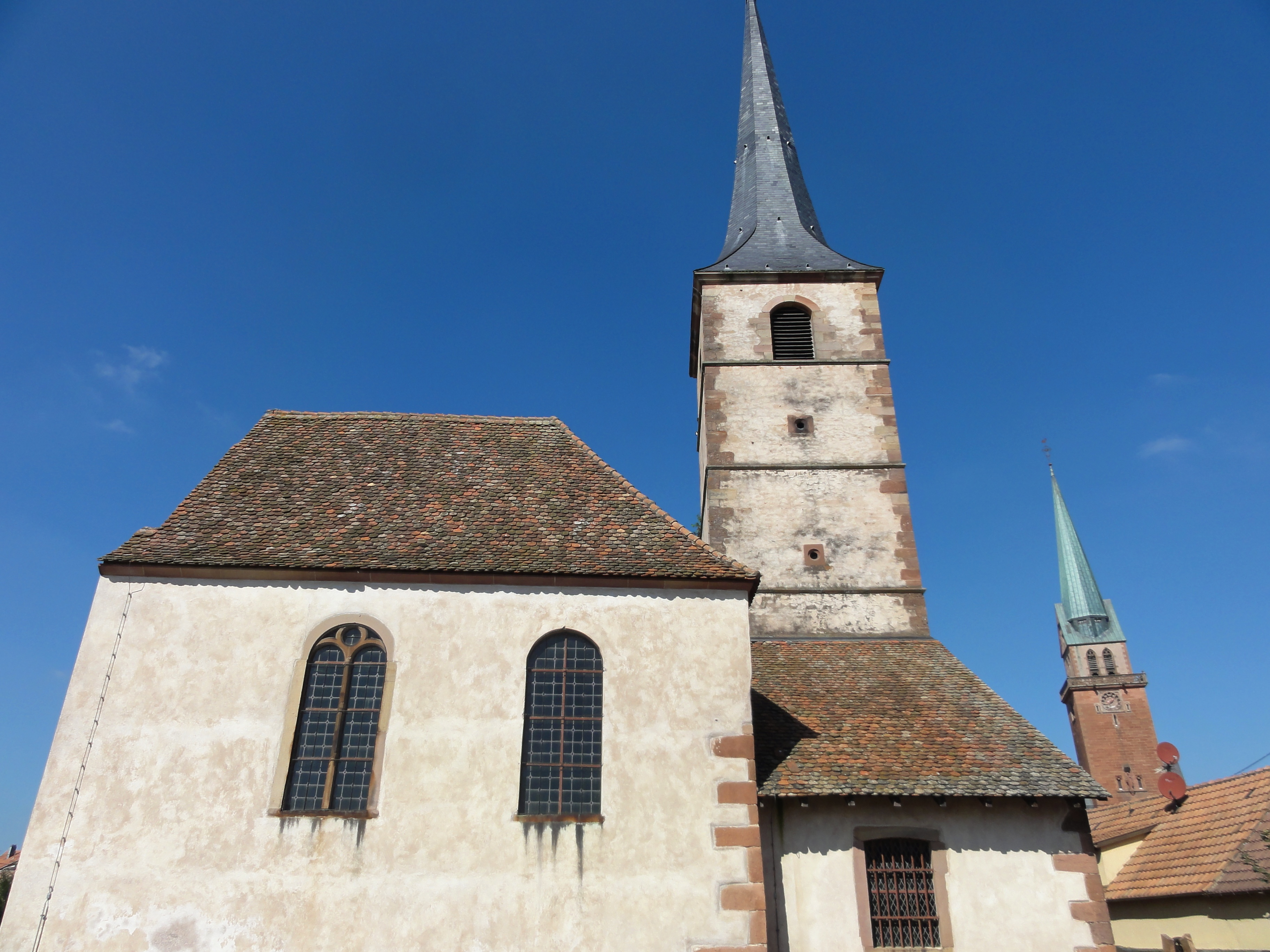
Ancienne église Saint-André, actuellement chapelle de cimetière.
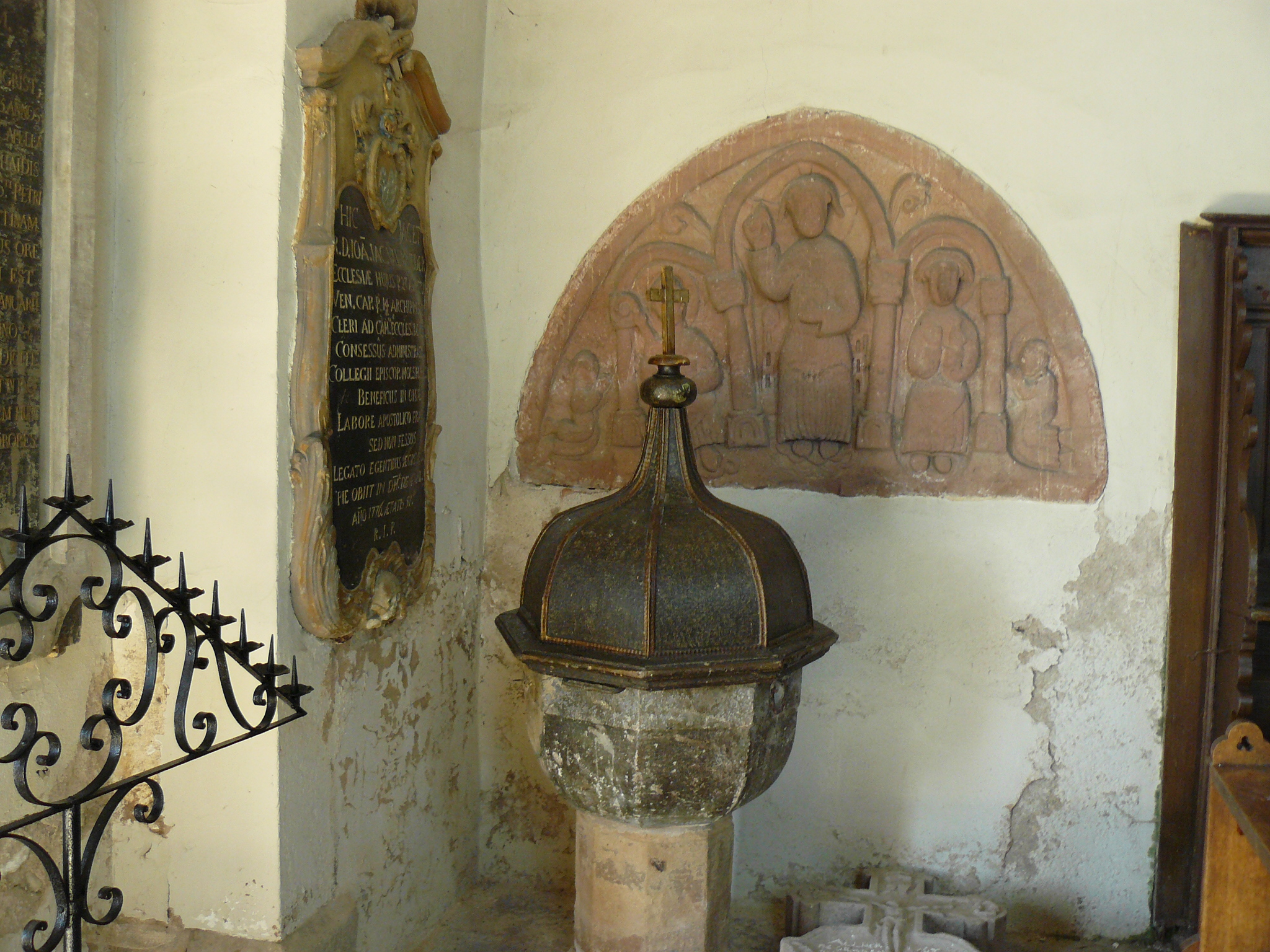
Ancien bénitier et tympan du XIIe siècle qui montre le Christ bénissant entouré de saint Benoît et de sainte Scholastique dans la chapelle Saint-André.

- Presbytère
- Ancien relais de poste
- Maison de 1776
- École de garçons
- Calvaire (rue Principale)

### Mairie (1828)

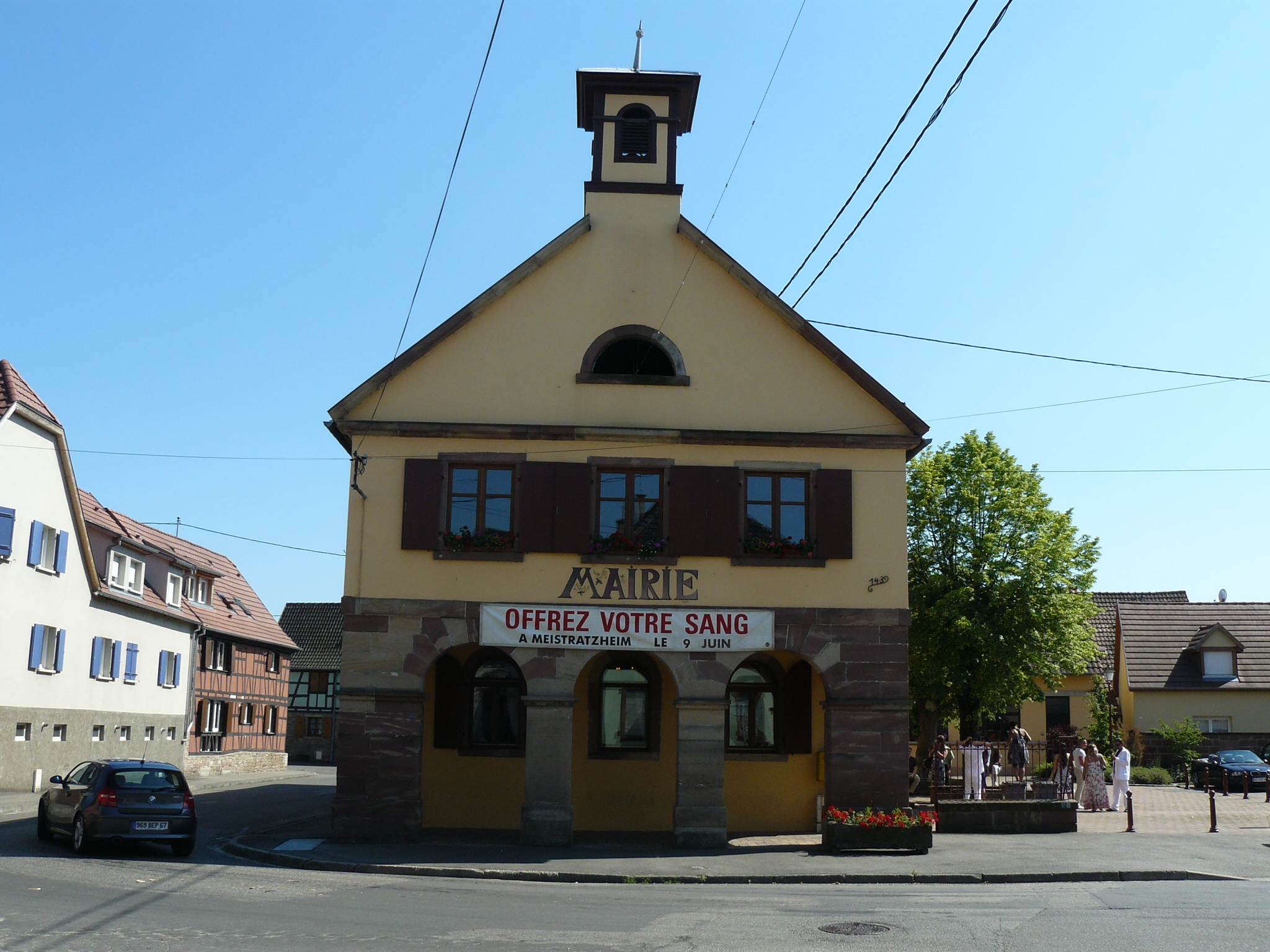
Mairie de Meistratzheim.

### Le tram
Établissement en 1907 de la voie métrique reliant Erstein à Ottrott en traversant le Bruch de l'Andlau ainsi que les villages de Schaeffersheim, Meistratzheim, Niedernai et la ville d'Obernai. Cette voie a été créée en premier lieu en vue du transport des pierres de Saint-Nabor, car le transport des personnes a été faible. La ligne fut supprimée en 1914, époque à laquelle l'autorité militaire allemande fit enlever les rails pour les besoins de son industrie de guerre.